# Meroscelisini
Tribu
Les Meroscelisini  Thomson, 1860 constituent une tribu de coléoptères cérambycidés de la sous-famille des Prioninae.

## Morphologie
Les Meroscelisini sont probablement la tribu plus antique des Priones et avec des évidentes affinités avec le Cérambycinés.

Ils sont caractérisés par le prothorax portant une épine à chaque côté et un riche pubescence, surtout au côté inférieure du corps. Ils sont souvent fournis d'antennes flabellées.

## Distribution

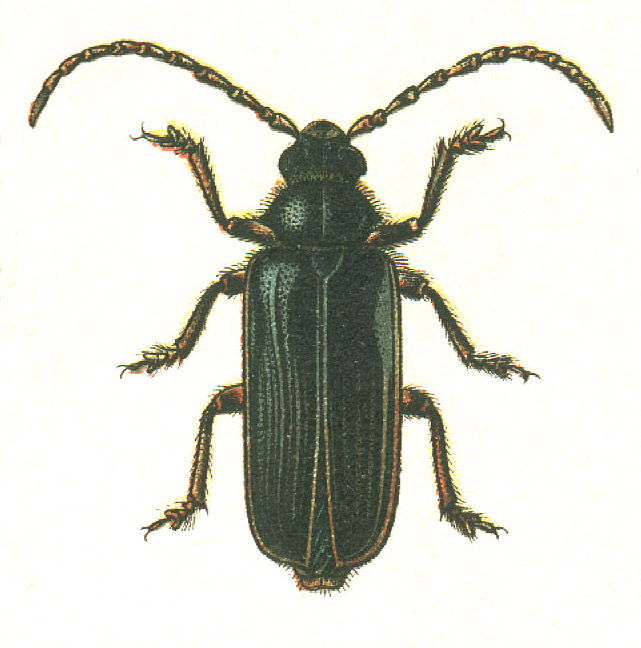
Tragosoma depsarium (Linné, 1758)

Les Meroscelisini sont répandus dans tout le monde, mais avec peu de genres est d'espèces. Seulement le genre Tragosoma, avec il aussi une seule espèce, est répandu, bien que extrêmement rare, en Europe, surtout sur les Alpes,:
- genre Tragosoma Audinet-Serville, 1832
  - Tragosoma depsarium (Linné, 1758)